# Hank Scorpio
Hank Scorpio je fiktivní postava z amerického animovaného seriálu Simpsonovi. Je to padouch, který býval Homerovým šéfem, když se s rodinou přestěhoval do Cypress Creeku v dílu 8. řady Dvojí stěhování. Je majitelem společnosti Globex Corporation a jeho kancelář se nachází v sopce. Když se Marge, Bart, Líza a Maggie chtěli vrátit do Springfieldu, Homer musel dát výpověď, zatímco Hank bojoval s vládou. Protože mu Homer hodně pomáhal, dal mu Hank na oplátku Denverské mustangy.